# Mesophyllum conchatum
Mesophyllum conchatum (Setchell & Foslie) Adey, 1970  é o nome botânico de uma espécie de algas vermelhas pluricelulares do gênero Mesophyllum, subfamília Melobesioideae.
- São algas marinhas encontradas na América do Norte (Alasca, Columbia Britânica, Califórnia, Oregon e Washington).

## Sinonímia
- Lithothamnion conchatum  Setchell & Foslie, 1902
- Polyporolithon conchatum  (Setchell & Foslie) L.R. Mason, 1953